# 근긴장도
생리학, 의학, 해부학에서 근 긴장도(muscle tone, residual muscle tension, tonus)는 근육의 지속적이고 수동적인 부분적 수축 상태나 휴식 상태에서 수동적 신장에 대해 근육이 저항하는 정도이다. 자세를 유지하는 데에 도움을 주며, 렘수면 중에 감소한다.

## 목적
갑작스럽게 근육이 당겨지거나 신장되면 신체가 자동으로 근육의 긴장을 증가시켜 반응한다. 이 반사는 위험으로부터 근육을 보호하고 균형을 유지하는 데 도움이 된다. 이러한 거의 연속적인 신경 분포는 근육의 기본적인 정상 상태로 생각할 수 있다. 폄근과 굽힘근은 모두 휴식기 동안 일정한 근긴장도를 유지하는 데 관여한다. 골격근의 근긴장도는 정상적인 자세를 유지하는 데 도움이 된다.
안정 상태에서 근육의 긴장도는 종 모양의 곡선을 따라 달라진다. 낮은 긴장도의 근육은 '느슨하고, 연약하고, 헐렁한 상태'로, 높은 긴장도의 근육은 '단단하고, 강한 상태'로 여겨진다. 높은 긴장도의 근육이 반드시 강한 것은 아니며 반대로 낮은 긴장도의 근육이 반드시 약한 것도 아니다. 일반적으로 낮은 긴장도는 유연성을 증가시키고 강도를 감소시키고, 높은 긴장도는 유연성을 감소시키고 강도를 증가시키지만 많은 예외가 있다. 낮은 근긴장도를 가진 사람은 단거리 육상 선수나 높이뛰기 선수에게 필요한 것과 같은 폭발적인 움직임은 하지 못할 가능성이 높다. 해당 종목의 운동 선수는 일반적으로 정상 범위 내에서 높은 근긴장도를 가지고 있다. 그러나 근긴장도가 높은 사람은 일반적으로 유연하지 못하고, 춤과 요가와 같은 활동에는 단점이 될 수 있다.
심근과 평활근은 골격에 직접 연결되어 있지는 않지만 이 근육들의 비수축 상태는 (때때로 무작위) 신경 쇠약이 특징이라는 점에서 각각의 근긴장도가 존재한다.

## 병리적 근긴장도
신체 장애는 근육긴장도가 비정상적으로 낮거나(긴장저하) 높을(긴장과도) 수 있다. 긴장과도의 또 다른 형태는 근육긴장병증(paratonia)이며, 이는 치매와 관련이 있다. 긴장저하는 소아마비와 같은 아래운동신경세포 질환에서 볼 수 있다. 긴장저하는 임상적으로 근육 이완으로 나타날 수 있으며, 신장 반사 반응이 감소하며 수동적 움직임에 대한 팔다리의 저항도 감소한다. 긴장과도는 추체로나 추체외로의 병변과 같은 위운동신경세포 질환에서 볼 수 있다. 임상적인 증상으로는 경직(spasm)이나 강직(rigidity)이 나타날 수 있다. 경직이 수동적 신장에 대한 속도 의존적 저항인 반면(예: 경직에서는 팔꿈치를 수동적으로 빠르게 움직이면 근긴장도가 증가하지만 수동적으로 팔꿈치를 천천히 움직이면 근긴장도가 증가하지 않을 수 있다.), 강직은 수동적 신장에 대한 속도 독립적 저항이다.(즉, 강직의 경우 팔꿈치가 수동적으로 빠르게 움직이든 천천히 움직이든 균일하게 근긴장도가 증가한다.) 경직은 접는칼효과의 한 형태일 수 있으며, 이 반응에서는 움직임의 시작 또는 끝에서만 저항이 증가한다.

### 수술에서
안과에서 근긴장도는 사시를 치료하기 위해 바깥눈근육을 조작하는 것과 같이 눈 수술에서 중요하게 고려되기도 한다.

### 쥐
일반적으로 사람들은 일상 활동에서 자신의 근긴장도를 인식하지 못한다. 몸은 굽힘근과 폄근 근육 그룹 사이의 균형을 보통 잘 유지한다. 때때로 정상적이고 건강한 사람들에서 굽힘근과 폄근 근육 그룹 어느 한쪽의 근긴장도가 손실되어 일시적, 간헐적으로 쥐가 날 수 있다. 이완을 위해 이러한 폄근이나 굽힘근 근육 그룹을 따로 치료하는 것은 어려울 수 있다. 굽힘근이나 폄근의 불균형한 간헐적 수축의 원인은 알려져 있지 않다. 이러한 경련에 대한 자극은 대뇌 피질, 척수, 또는 근육 자체에서 시작될 수 있다. 쥐가 난다는 것은 운동이나 노화로 인한 현상일 수 있으며, 간혹 이후 나타날 병리적인 문제의 징후일 수 있다.

## 같이 보기
- 쥐 (의학)